# Bruno Gonzato
Bruno Gonzato (Schio, 20 de marzo de 1944) es un deportista italiano que compitió en ciclismo en la modalidad de pista. Ganó una medalla de oro en el Campeonato Mundial de Ciclismo en Pista de 1967, en la prueba de tándem.

## Medallero internacional
| Campeonato Mundial | Campeonato Mundial       | Campeonato Mundial | Campeonato Mundial |
| Año                | Lugar                    | Medalla            | Competición        |
| ------------------ | ------------------------ | ------------------ | ------------------ |
| 1967               | Ámsterdam (Países Bajos) | Medalla de oro     | Tándem (A)         |